# كولين ليتل
كولين ليتل (بالإنجليزية: Colin Little)‏ (4 نوفمبر 1972 المملكة المتحدة - ) هو لاعب كرة قدم بريطاني يلعب كمهاجم.

## روابط خارجية
- كولين ليتل على موقع قاعدة بيانات كرة القدم.إي يو (الإنجليزية)
- كولين ليتل على موقع Soccerbase.com (لاعب) (الإنجليزية)